# 斯普林希爾 (科尼克縣)
斯普林布爾（英語：Springhill）是一個位於美國阿拉巴馬州科尼卡縣的非建制地區。該地的面積和人口皆未知。

## 地理
斯普林布爾的座標為31°21′48″N 87°47′20″W / 31.36333°N 87.78888°W，而該地最高點為海拔高度93米（即305英尺）。